# BK Tcherkaski Mavpy
Maillots
Le Basketbolnyï Kloub Tcherkaski Mavpy (en ukrainien : Баскетбольний клуб Черкаські мавпи), plus couramment abrégé par Tcherkaski Mavpy (traduction : singes tcherkassiens), est un club ukrainien de basket-ball, basé dans la ville de Tcherkassy, en Ukraine. Le club évolue en première division ukrainienne depuis 2011.

## Palmarès
Championnat d'Ukraine
- Champion : 2018

Championnat d'Ukraine de 2e division (en)
- Champion : 2010, 2011
- Vice-champion : 2005

Coupe d'Ukraine
- Champion : 2011
- Finaliste : 2021

## Entraîneurs successifs
- 2008-2009 :  Ievhen Mourzine
- 2009-2012 :  Volodymr Kholopov
- 2012-2013 :  Jovica Arsić
- 2013-2022 :  Maksym Mekhelson
- 2022-2024 :  Artem Slipentchouk
- 2024-0000 :  Heorhiy Stoupentchouk

## Joueurs célèbres ou marquants
| - Stanimir Marinov (en) - Morris Almond - Will Solomon - Rodney Purvis - Fady El Khatib - Ivars Timermanis - Tomas Delininkaitis | - Vojdan Stojanovski - Marko Popović - Andriy Ahafonov - Kyrylo Fesenko - Maksym Ivchyn - Oleksandr Kobets - Volodymyr Koniev | - Oleksandr Koltchenko - Sviatoslav Mykhaïliouk - Rouslan Otvertchenko - Oleksandr Pantchenko - Serhiy Popov - Dmytro Skapintsev - Ivan Tkatchenko |